# Vanderlei Luxemburgo
Vanderlei Luxemburgo da Silva (Nova Iguaçu, 10 mei 1952) is een Braziliaans voormalig profvoetballer en huidig voetbaltrainer. Luxemburgo won als trainer een recordaantal aan Braziliaanse landskampioenschappen. Van 1998 tot en met 2000 was hij bondscoach van het Braziliaans voetbalelftal, waarmee hij in 1999 de Copa América wist te winnen.

## Carrière

### Speler
Vanderlei Luxemburgo speelde in zijn jeugdjaren voor de jeugdteams van Botafogo. Als verdediger en back won hij drie keer achter elkaar (1968-1970) het jeugdkampioenschap. Hij viel op bij scouts en werd door Flamengo gevraagd over te stappen. Voor de roodzwarten speelde Luxemburgo vervolgens van 1971 tot en met 1978 samen met grote sterren als spits Júnior. Ondanks dat Luxemburgo meestal geen basisspeler in het eerste was beleefde hij toch enkele grote hoogtepunten bij Flamengo. Met de jeugdteams van de club veroverde hij het staatskampioenschap van 1972 en 1973. Met het eerste veroverde hij de Taça Guanabara en het Torneio do Povo in 1972 en het algehele staatskampioenschap van Rio de Janeiro in 1974. Met het Braziliaans nationaal jeugdelftal won hij als aanvoerder in 1973 en 1974 het internationaal toernooi in Cannes. In 1978 vertrok Luxemburgo naar Internacional om met grote spelers als Figueroa, Batista en Falcão te spelen. Na één seizoen maakte Luxemburgo de cirkel echter rond en kwam hij terug bij Botafogo. Na wederom één seizoen te hebben gespeeld, moest Luxemburgo zijn kicksen aan de wilgen hangen door een blessure aan zijn linkerknie.

### Trainer
Doordat professioneel voetbal onmogelijk was geworden, besloot Luxemburgo te gaan studeren. In Rio de Janeiro volgde hij de opleiding tot leraar lichamelijke opvoeding. Tegelijkertijd begon hij ook zijn trainerscarrière. Van 1980 tot en met 1982 was hij assistent van Antonio Lopes bij Olaria-RJ, América en Vasco da Gama.
In 1983 kreeg hij zijn eerst positie als hoofdtrainer bij Campo Grande uit Rio de Janeiro. Nog voor het seizoen afgelopen was wisselde hij al naar Rio Branco uit Vitória, waarmee hij het staatskampioenschap van Espírito Santo behaalde. Het was zijn eerste titel als trainer. In 1984 verliet Luxemburgo de club en wat volgde was een tocht langs kleinere clubs die hem door heel centraal Brazilië leidde en hem tot tweemaal toe zelfs naar Saoedi-Arabië bracht. In oktober 1988 werd hij uitgenodigd om het kleiner Bragantino in de staat São Paulo te trainen. Met veel steun van het bestuur is het voor Luxemburgo voor het eerst mogelijk zijn eigen technische staf samen te stellen en zelf de spelers in de selectie te kiezen. Zijn beleid had snel effect: in 1989 wordt Bragantino kampioen van de Série B en in 1990 zelfs kampioen van de staat São Paulo, voor grote teams en meervoudig nationaal kampioenen als Santos, Corinthians, Palmeiras en São Paulo. Een uitnodiging van São Paulo om daar coach te worden sloeg Luxemburgo in het seizoen 1990 af.
De belangstelling van de grote clubs was echter gewekt. In het begin van 1991, wanneer de Braziliaanse competitie net afgelopen is, kreeg hij een aanbod van Flamengo. Na acht maanden ruilde hij de club echter in voor Guarani. Als coach van deze club werd Luxemburgo door bondsvoorzitter Ricardo Teixeira voorgedragen als coach van het nationaal team, maar Luxemburgo vond het nog een te grote verantwoordelijkheid.
Na een kort verblijf bij Ponte Preta in 1992 mocht Luxemburgo in 1993 voor Palmeiras gaan werken onder het grote Palmeiras-Parmalat project dat voor ogen had een heus dreamteam op te bouwen. Na 17 jaar zonder titels voor Palmeiras lukte het Luxemburgo om in 1993 het staatskampioenschap van São Paulo te winnen. Ook het Torneio Rio-São Paulo was een prooi voor Palmeiras en zelfs het landskampioenschap werd binnengehaald. In 1994 werden de landstitel en staattitel geprolongeerd. In 1995 verlaat Luxemburgo de club en wint met Flamengo nog de Taça Guanabara en wordt in hetzelfde jaar nog coach van Paraná Clube. In 1996 gaat hij weer terug naar Palmeiras en veroverd weer het staatskampioenschap. In 1997 wisselt hij naar Santos en wint het Torneio Rio-São Paulo. Een jaar later gaat hij naar Corinthians waarmee hij meteen landskampioen werd.
In 1998 wordt hij wederom benaderd door Ricardo Teixeira voor de positie van bondscoach. Deze keer accepteert hij het aanbod. Onder zijn leiding wint Brazilië de Copa América van 1999 en het voorolympisch toernooi van 2000. Op het hoofdtoernooi van de olympische spelen stelt Brazilië echter teleur. De hoop de enige voetbalprijs te winnen die nog mist in de Braziliaanse prijzenkast, de gouden olympische medaille, werd de grond ingeboord doordat Brazilië met twee man meer na verlenging met 2-1 verloor van Kameroen.
Na deze teleurstelling neemt Luxemburgo afscheid als bondscoach en keert hij terug naar Corinthians. Hier weet hij zijn faam te herstellen door onmiddellijk weer het staatskampioenschap te winnen. In 2002 kwam hij terug bij Palmeiras, maar daar kon hij deze keer geen titels aan zijn lijst toevoegen. In 2003 trok Luxemburgo naar Minas Gerais om Cruzeiro te trainen. In het eerste seizoen waarin de Braziliaanse competitie volgens een volledige competitie werd gespeeld (zonder play-offs) is Cruzeiro oppermachtig en veroverd het met 14 punten voorsprong het landskampioenschap. Eerder zijn ook al de Copa do Brasil en het staatskampioenschap van Minas Gerais binnengehaald: een unieke prestatie. In 2004 prolongeert Luxemburgo zijn landstitel, maar dan wel met Santos. In de laatste drie speelrondes wordt een gat met Atlético Paranaense gedicht en kan de club zelfs de eerste plaats overnemen.
De faam van Luxemburgo reikte tot in Europa en in 2005 werd hij aangesteld als trainer van de Galacticos van Real Madrid. Na een goed begin waarin hij Real Madrid terugbracht in de titelrace (die gewonnen werd door Barcelona), had de club in 2005/06 met tegenslagen te kampen, die ook door Luxemburgo niet overwonnen konden worden. Hij nam ontslag en ging terug naar zijn laatste club, Santos. Met deze club won hij in 2006 zijn zevende staatskampioenschap van de staat São Paulo. In 2009 werd hij voor de vierde keer coach van Palmeiras. Nadat het seizoen was afgelopen maakte Luxemburgo via zijn twitterpagina bekend dat hij coach zou worden van Atlético Mineiro. Op 24 september 2010 verliet hij deze club. Een week later tekende hij een contract bij CR Flamengo.
Luxemburgo werd in mei 2017 aangesteld als coach van het Braziliaanse Sport Recife. Hij verliet de club in oktober van dat jaar.

## Erelijst
Als speler
 Flamengo
- Campeonato Carioca: 1972, 1974, 1978

Als trainer
 Rio Branco-ES
- Campeonato Capixaba: 1983

 Bragantino
- Campeonato Brasileiro Série B: 1989
- Campeonato Paulista: 1990

 Palmeiras
- Campeonato Paulista: 1993, 1994, 1996, 2008, 2020
- Campeonato Brasileiro Série A: 1993, 1994
- Torneio Rio-São Paulo: 1993

 Santos
- Torneio Rio-São Paulo: 1997
- Campeonato Brasileiro Série A: 2004
- Campeonato Paulista: 2006, 2007

 Corinthians
- Campeonato Brasileiro Série A: 1998
- Campeonato Paulista: 2001

 Cruzeiro
- Campeonato Mineiro: 2003
- Copa do Brasil: 2003
- Campeonato Brasileiro Série A: 2003

 Atlético Mineiro
- Campeonato Mineiro: 2010

 Flamengo
- Campeonato Carioca: 2011

 Sport Recife
- Campeonato Pernambucano: 2017

 Brazilië
- Copa América: 1999

1 Dida ·
2 Cafú  ·
3 Odvan ·
4 Zago ·
5 Emerson ·
6 Roberto Carlos ·
7 Márcio Amoroso ·
8 Vampeta ·
9 Ronaldo ·
10 Rivaldo ·
11 Alex ·
12 Marcos Reis ·
13 Evanílson ·
14 César Belli ·
15 João Carlos ·
16 Serginho ·
17 Marcos Paulo ·
18 Flávio Conceição ·
19 Beto ·
20 Christian ·
21 Ronaldinho ·
22 Zé Roberto ·
Coach: Vanderlei Luxemburgo
1 Dida ·
2 Evanílson ·
3 Odvan ·
4 João Carlos ·
5 Flávio Conceição ·
6 Serginho ·
7 Ronaldinho ·
8 Emerson  ·
9 Christian ·
10 Alex ·
11 Zé Roberto ·
12 Marcos Reis ·
13 César Belli ·
14 Luiz Alberto ·
15 Marcos Paulo ·
16 Athirson ·
17 Beto ·
18 Rôni ·
19 Warley ·
20 Vampeta ·
Coach: Vanderlei Luxemburgo
1 Helton ·
2 Baiano ·
3 Fábio Bilica ·
4 Álvaro ·
5 Marcos Paulo ·
6 Fábio Aurélio ·
7 Ronaldinho ·
8 Fabiano Pereira ·
9 Edu Schmidt ·
10 Alex  ·
11 Geovanni ·
12 Roger ·
13 André Luís ·
14 Lúcio ·
15 Mozart ·
16 Athirson ·
17 Lucas Severino ·
18 Fábio Costa ·
Coach: Vanderlei Luxemburgo